# Inellisse di Brocard

L'inellisse di Brocard (rosso), tangente al triangolo (nero) nei punti di intersezione delle simmediane (blu) che individuano il punto di Lemoine.

In geometria l'inellisse di Brocard, che prende il nome dal matematico francese Henri Brocard, è l'inconica caratterizzata dai parametri:
{\displaystyle U:V:W={\frac {1}{a}}:{\frac {1}{b}}:{\frac {1}{c}},}
dove {\displaystyle a}, {\displaystyle b}, {\displaystyle c} sono i tre lati del triangolo.
I due fuochi e il centro dell'ellisse corrispondono rispettivamente ai primi due punti di Brocard e al loro punto medio. Il punto di Brianchon dell'inellisse corrisponde al punto di Lemoine del triangolo pertanto l'ellisse risulta tangente ai tre lati di un triangolo in corrispondenza dei tre punti di intersezione delle simmediane.